# Vinci Partners
Vinci Partners é uma empresa brasileira de fundos de investimentos fundada em 2009 por antigos sócios da BTG Pactual.
Atualmente, a empresa tem participação nas empresas Agibank, Arklok, Austral Seguros, CBO, Cura, Domino's Pizza, Farmax, Grupo CVLB (Le Biscuit e Casa & Video), Inbrands, Rio+ Saneamento (joint-venture com Grupo Águas do Brasil), Vero Internet, Vitru Educação (UNIASSELVI e UniCesumar), Víssimo e ViV Saúde.
O fundo já teve investimentos nas empresas Burger King (75%; 2011–2023), Cecrisa (70%; 2012–2019), Equatorial Energia (53%; 2006–2015), Los Grobo (21%; 2008–2016) e Unidas (15%; 2013–2016).

## História
A empresa foi fundada em outubro de 2009 com cerca de 20 ex-funcionários do banco de investimento BTG Pactual. A empresa iniciou suas atividades com um patrimônio de R$ 5 bilhões. O principal nome, idealizador e presidente da empresa, Gilberto Sayão, era um dos sócios no UBS Pactual junto com André Esteves, onde detinham voto meio a meio. Antes da recompra do Pactual por André, Sayão e outros trinta sócios saíram da empresa. Dois dias após sua saída, Sayão e outros 20 ex-sócios da antiga empresa se reuniram e decidiram que criariam uma empresa que teria consenso, sendo honestos e justos, com pessoas talentosas e com uma estrutura societária boa. O nome da empresa é inspirado no nome do pintor italiano Leonardo da Vinci, que para eles significa a "versatilidade e renascimento".
Em 12 de janeiro de 2010, a Vinci anunciou a associação da GAS Investimentos, com isso a empresa passa a se chamar Vinci GAS com patrimônio em ações de R$ 2,2 bilhões. O valor da movimentação não foi anunciado, portanto seus recursos administrativos subiriam de R$ 5 bilhões para R$ 8 bilhões.
Em julho de 2010, foi criada a Austral Seguradora com R$ 25 milhões de capital e a Austral Resseguradora com R$ 100 milhões. Ela atua em apólices de grandes segmentos, como usinas hidrelétricas, pontes, concessões, fábricas e estaleiros.
Diante da crescente ascensão de pequenas operadoras de internet fibra ótica no país, a Vinci comprou oito operadoras do estado de Minas Gerais com atuação em 39 cidades, com aproximadamente 150 mil clientes em junho de 2019. A empresa acabou se tornando a maior no ramo de ISP's no estado e a nona no país. Um anos depois, eles aumentaram sua presença, alcançando o Sul do país, comprando a MKA Telecom presente nos estados de Santa Catarina, Rio Grande do Sul e Paraná. Em julho de 2020 foi anunciado investimentos de R$ 7,5 milhões na sua sede em Conselheiro Lafaiete e em seu backbone, aumentando em mais 500Gbps sua capacidade e uma rede nova 50 vezes maior que a atual, ligando sua sede em Minas Gerais até São Paulo e Rio de Janeiro.
Em 23 de setembro de 2021, foi anunciada a compra empresa de cosméticos Farmax. Com sede em Divinópolis, a empresa teve um faturamento de aproximadamente R$500 milhões em 2020.
Em 18 de dezembro de 2021, é anunciada a compra do Edifício Jornalista Roberto Marinho, onde está localizada a sede da TV Globo São Paulo. A compra no entanto não afeta no uso do prédio pela emissora, já que a mesma assinou de um contrato de locação por 15 anos, podendo ser renovado pelo mesmo período. A compra foi estimada em R$522 milhões.
Em novembro de 2024, anunciou a aquisição de 67% das operações da Bloomin' Brands no Brasil por R$ 1,4 bilhão. A empresa opera mais de 200 unidades das marcas Abbraccio, Aussie e Outback no país.